# Gristede
Gristede ist ein Ortsteil der Gemeinde Wiefelstede im Landkreis Ammerland in Niedersachsen und liegt vier Kilometer südwestlich vom Kernbereich von Wiefelstede entfernt. Die Einwohner selber nennen ihren Ort „Gris“, so steht es auch auf der Ortstafel.

## Geschichte
Gristede gehört zu den ältesten besiedelten Orten des Ammerlands. Grabungen konnten Spuren eiszeitlicher Jäger nachweisen.
Aus der römischen Kaiserzeit wurden Reste mehrerer dreischiffiger Hallenhäuser (32 × 6,6 m) archäologisch erfasst. Die Siedlung war vermutlich vom 1. vorchristlichen bis in das 5. nachchristliche Jahrhundert durchgehend bewohnt, wobei sich die Siedlung von der ersten Anlage in der Nähe des Auebaches allmählich auf die höchste Stelle des Gristeder Esches verlagerte („wanderndes Dorf“). Zu dem bäuerlichen Siedlungskomplex gehörten Wirtschaftsgebäude, Grubenhütten, Bade- und Schmelzofen sowie Brunnen. Die ganze Anlage war durch einen Pfostenzaun eingehegt. Die Landwirtschaft beruhte auf einem System von Wölbackern, die durch Ausgrabungen auf dem Gristeder Esch nachgewiesen werden konnten.
Archäologische Untersuchungen im Dorfkern von Gristede zeigen, dass nach einer Wüstungsphase die bis heute kontinuierliche bewohnte Siedlung im 9. Jahrhundert neugegründet worden ist. Dabei hat sich die Lage der Gehöfte vom 11. bis in das 20. Jahrhundert nur in der ersten Siedlungsphase geringfügig geändert.

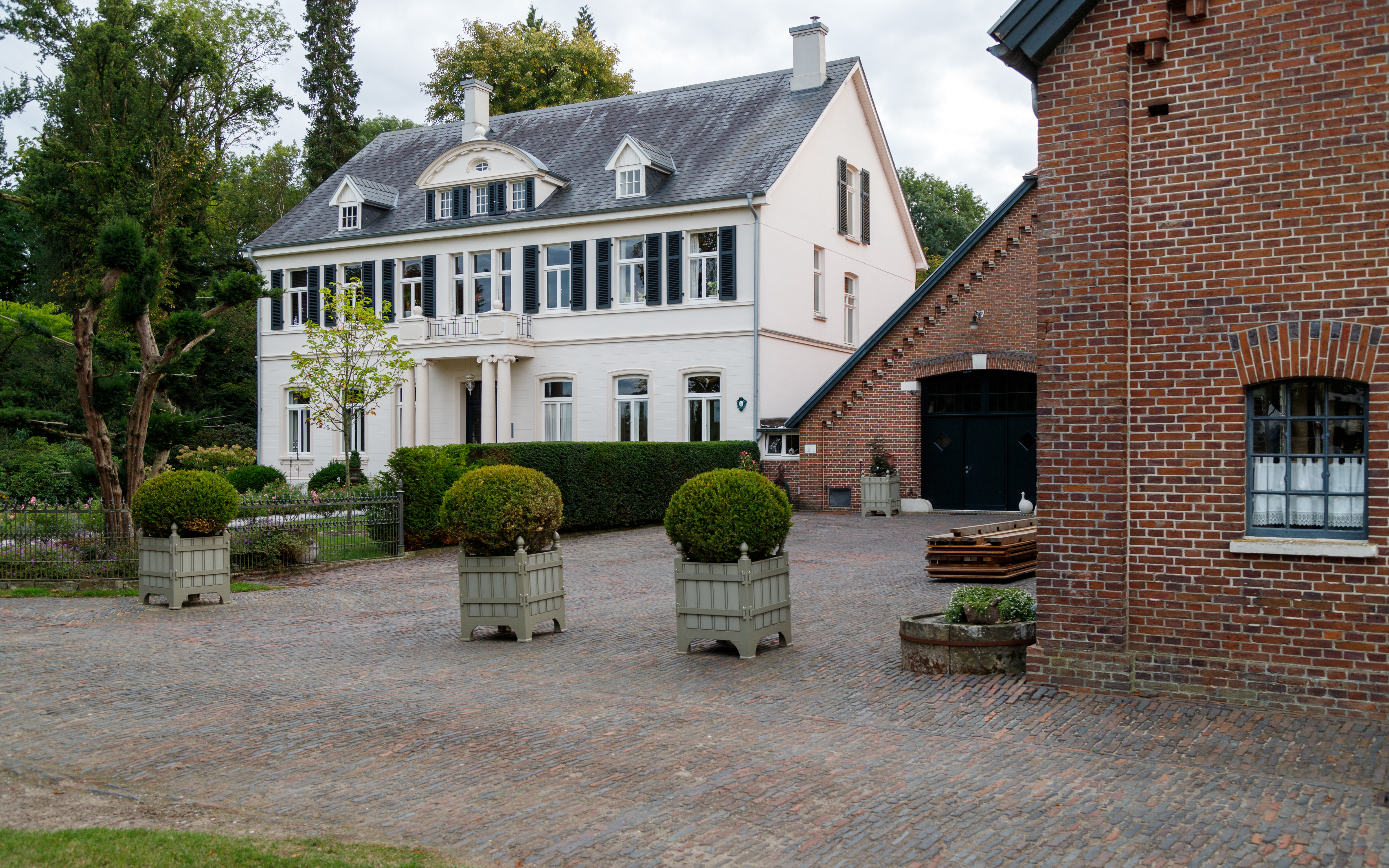
Gut Horn – Herrenhaus & Nebengebäude

Die Äbtissin Gertrud vom Stift Quedlinburg verkaufte 1243 ihre Gristeder Güter an das Kloster Hude.
In der 2. Hälfte des 13. Jahrhunderts wurde in Gristede die Ministerialenburg Horn errichtet, die den alten Heerweg von Oldenburg nach Apen am Nordufer des Zwischenahner Meeres kontrollierte. Die Burganlage ging aus zwei Bauernstellen hervor und bestand aus einem äußeren und inneren Burggraben („Gräftenburg“), einem Wall mit Palisade und dem eigentlichen Burgplatz mit Bergfried. 1292 ist urkundlich auch eine kleine Kapelle nachgewiesen, die letztmals 1492 erwähnt wird. Vermutlich wurde die Kapelle in der Reformationszeit des frühen 16. Jahrhunderts aufgegeben. 1641 wurde die Burg abgerissen und durch ein neues Anwesen mit Garten ersetzt.
1858 wurde von den Eigentümern ein klassizistisches Herrenhaus errichtet und die bis heute bestehende Kastanienallee angelegt. Das alte Gutshaus diente noch kurz als Stall, brannte aber noch im selben Jahr vollständig ab und wurde 1859 durch ein Gulfhaus ersetzt. Teile des Burggrabens wurden 1884 verfüllt. Das Herrenhaus wurde 1914 aufgestockt. Im Jahre 2006 wurde das Herrenhaus von den jetzigen Eigentümern komplett saniert und die ursprünglichen Wandmalereien aus dem Jahr 1858 wiederhergestellt. Das Herrenhaus wird heute privat genutzt. In den Scheunen finden Veranstaltungen und private Feiern statt. In dieser Form besteht das historische Gebäudeensemble heute als Kultur Gut Horn.

## Infrastruktur
Knapp die Hälfte der Gesamtfläche Gristedes ist bewaldet und wird forstwirtschaftlich genutzt, hiervon wiederum der größte Teil in privater und bäuerlicher Hand („Gristeder Büsche“, ca. 500 ha). Der Ortskern Gristedes liegt etwa 2 km nordöstlich des Zwischenahner Meeres zwischen den Ortschaften Wiefelstede und Bad Zwischenahn. Die A 28 verläuft südwestlich vom Ortskern entfernt. Über die BAB-Abfahrt 8 „Zwischenahner Meer / Wiefelstede“ ist Gristede direkt zu erreichen.

## Kultur und Sehenswürdigkeiten

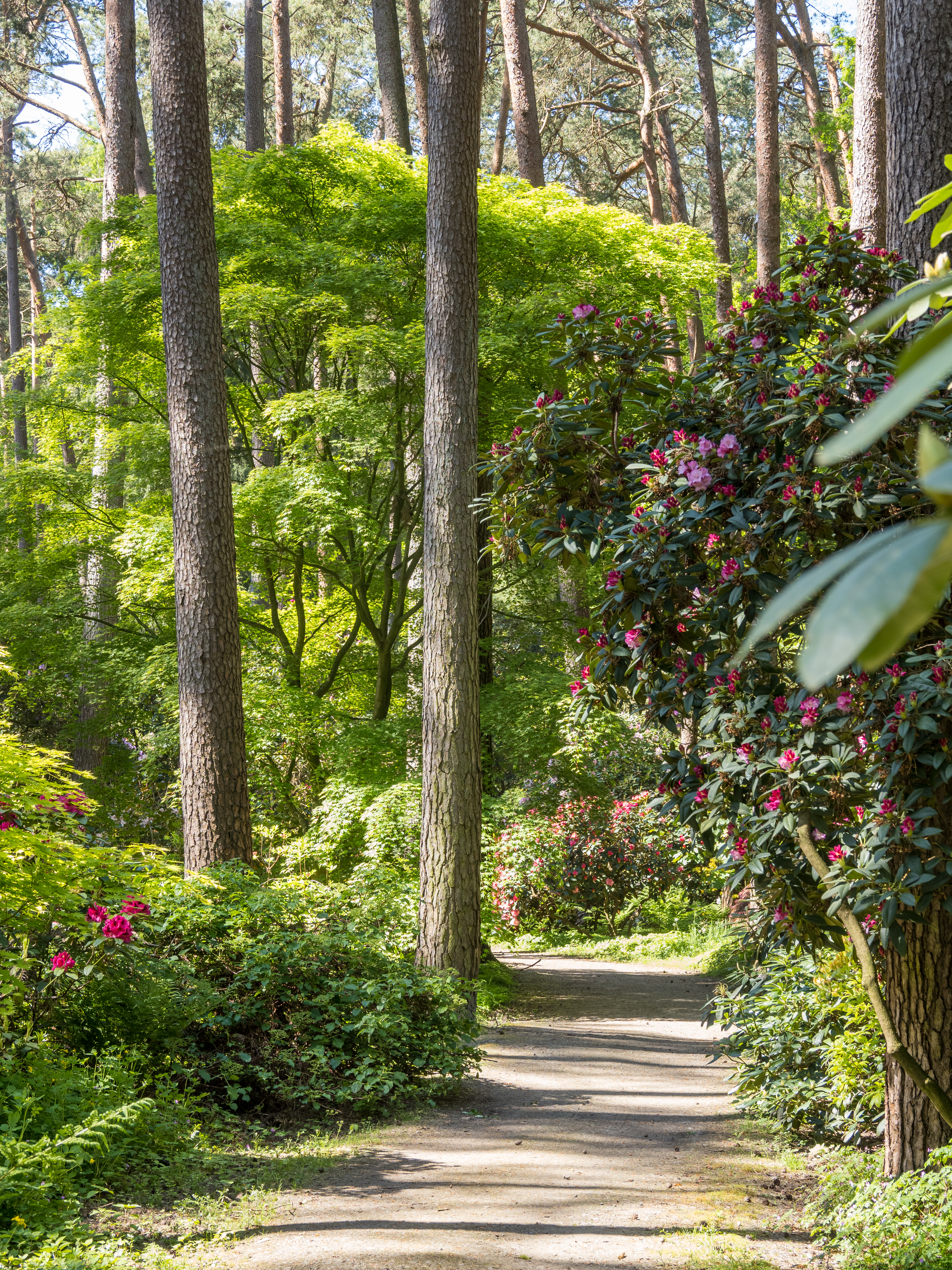
Rhododendronpark bzw. -wald in Gristede

### Parks
Im Gristeder Wald befindet sich der 25 ha große Rhododendron-Schaupark der Baumschule Bruns. In den 1950er Jahren wurde hier im lichten Schatten eines Kiefernwaldes systematisch eine Sammlung von Rhododendren und Azaleen angelegt. Die Anlage ist heute ein Mekka für Rhododendronliebhaber aus aller Welt und beeindruckt durch ihre Vielfalt, die Blütenpracht und den waldartigen Charakter mit baumgroßen Exemplaren. Daneben sind auch viele botanische Raritäten wie chinesische Mammutbäume, japanische Ahorn-, Hartriegel-, Zaubernuss-, Magnolienarten und -sorten zu besichtigen.

### Vereinsleben
- Freiwillige Feuerwehr[6]
- Schützenverein, der im Jahr 2012 sein hundertjähriges Bestehen feiern konnte[7]
- Sportverein SSV Gristede 1974 e. V.[8]
- Ortsverein Gristede von 2016